# سوپر جام فوتبال اسپانیا ۲۰۲۰
سوپر جام فوتبال اسپانیا ۲۰–۲۰۱۹ سی و ششمین دوره از مسابقات سوپر جام فوتبال اسپانیا، یک مسابقه سالانه فوتبال برای باشگاه‌هایی در سیستم لیگ فوتبال اسپانیا بود که در رقابت‌های مهم خود در فصل قبل موفق بودند.
در فوریه ۲۰۱۹ اعلام شد که این رقابت از قالب دو تیم به چهار تیم تغییر می‌یابد، که شامل یک مرحله نیمه‌نهایی نیز می‌شود. مرحله نیمه نهایی در ۸ و ۹ ژانویه ۲۰۲۰ انجام می‌شود، و فینال در ۱۲ ژانویه برگزار می‌شود؛ بازی رده‌بندی وجود نخواهد داشت.

## صلاحیت
در این مسابقات دو فینالیست از کوپا دل ری ۱۹–۲۰۱۸ و تیم‌های با بالاترین رتبه از لا لیگا ۱۹–۲۰۱۸ که از قبل جواز حضور در فینال جام حذفی را کسب نکرده‌بودند، حضور داشتند.

### تیم‌های واجد شرایط
چهار تیم زیر برای این مسابقات صعود کردند.
| تیم            | روش صلاحیت                                             | حضور | آخرین حضور به عنوان | عملکرد سال‌ها                                                                      | عملکرد سال‌ها                                                    |
| تیم            | روش صلاحیت                                             | حضور | آخرین حضور به عنوان | قهرمان                                                                            | نایب‌قهرمان                                                      |
| -------------- | ------------------------------------------------------ | ---- | ------------------- | --------------------------------------------------------------------------------- | --------------------------------------------------------------- |
| والنسیا        | قهرمان کوپا دل ری ۱۹–۲۰۱۸                              | ۴    | نایب‌قهرمان ۲۰۰۸     | ۱ (۱۹۹۹)                                                                          | ۳ (۲۰۰۲، ۲۰۰۴، ۲۰۰۸)                                            |
| بارسلونا       | قهرمان لا لیگا ۱۹–۲۰۱۸ و نایب‌قهرمان کوپا دل ری ۱۹–۲۰۱۸ | ۲۳   | قهرمان ۲۰۱۸         | ۱۳ (۱۹۸۳، ۱۹۹۱، ۱۹۹۲، ۱۹۹۴، ۱۹۹۶، ۲۰۰۵، ۲۰۰۶، ۲۰۰۹، ۲۰۱۰، ۲۰۱۱، ۲۰۱۳، ۲۰۱۶، ۲۰۱۸) | ۱۰ (۱۹۸۵، ۱۹۸۸، ۱۹۹۰، ۱۹۹۳، ۱۹۹۷، ۱۹۹۸، ۱۹۹۹، ۲۰۱۲، ۲۰۱۵، ۲۰۱۷) |
| رئال مادرید    | مقام سوم لا لیگا ۱۹–۲۰۱۸                               | ۱۵   | قهرمان ۲۰۱۷         | ۱۰ (۱۹۸۸، ۱۹۸۹، ۱۹۹۰، ۱۹۹۳، ۱۹۹۷، ۲۰۰۱، ۲۰۰۳، ۲۰۰۸، ۲۰۱۲، ۲۰۱۷)                   | ۵ (۱۹۸۲، ۱۹۹۵، ۲۰۰۷، ۲۰۱۱، ۲۰۱۴)                                |
| اتلتیکو مادرید | نایب‌قهرمان لا لیگا ۱۹–۲۰۱۸                             | ۶    | قهرمان ۲۰۱۴         | ۲ (۱۹۸۵، ۲۰۱۴)                                                                    | ۴ (۱۹۹۱، ۱۹۹۲، ۱۹۹۶، ۲۰۱۳)                                      |

## قرعه‌کشی
قرعه کشی در تاریخ ۱۱ نوامبر در دفتر مرکزی فدراسیون فوتبال سلطنتی اسپانیا، در لا سیوداد دل فوتبول برگزار شد.

## بازی‌ها
- وقت‌های ذکر شده یوتی‌سی ۳:۰۰+ هستند.
- هر سه مسابقه در شهر ورزشی ملک عبدالله در جده عربستان برگزار شد.

### نمودار
|  | نیمه‌نهایی      | نیمه‌نهایی      |                    |       | فینال | فینال |
|  |                |                |                    |       |       |       |
|  | ۸ ژانویه ۲۰۲۰  |                |                    |       |       |       |
|  |                |                |                    |       |       |       |
|  | والنسیا        | ۱              |                    |       |       |       |
|  | والنسیا        | ۱              | ۱۲ ژانویه ۲۰۲۰     |       |       |       |
|  | رئال مادرید    | ۳              |                    |       |       |       |
|  | رئال مادرید    | ۳              | رئال مادرید (و.ا.) | ۰ (۴) |       |       |
|  | ۹ ژانویه ۲۰۲۰  |                | رئال مادرید (و.ا.) | ۰ (۴) |       |       |
|  |                | اتلتیکو مادرید | ۰ (۱)              |       |       |       |
|  | بارسلونا       | اتلتیکو مادرید | ۰ (۱)              | ۲     |       |       |
|  | بارسلونا       |                |                    | ۲     |       |       |
|  | اتلتیکو مادرید | ۳              |                    |       |       |       |
|  | اتلتیکو مادرید | ۳              |                    |       |       |       |

### نیمه‌نهایی
| والنسیا                | ۱–۳   | رئال مادرید                         |
| ---------------------- | ----- | ----------------------------------- |
| - پارخو ۲+۹۰' (پنالتی) | گزارش | - کروس ۱۵' - ایسکو ۳۹' - مودریچ ۶۵' |

| بارسلونا             | ۲–۳   | اتلتیکو مادرید                             |
| -------------------- | ----- | ------------------------------------------ |
| مسی ۵۱' · گریزمن ۶۲' | گزارش | کوکه ۴۶' · موراتا ۸۱' (پنالتی) · کوره‌آ ۸۶' |

### فینال
| رئال مادرید                         | ۰–۰ (و.ا.) | اتلتیکو مادرید         |
| ----------------------------------- | ---------- | ---------------------- |
|                                     | گزارش      |                        |
| ضربات پنالتی                        |            |                        |
| کارواخال · رودریگو · مودریچ · راموس | ۴–۱        | سائول · پارتی · تریپیر |

## آمار

### گل‌زنان
۱ گل
- لیونل مسی (بارسلونا)
- آنتوان گریزمن (بارسلونا)
- لوکا مودریچ (رئال مادرید)
- تونی کروس (رئال مادرید)
- ایسکو (رئال مادرید)
- آلوارو موراتا (اتلتیکو مادرید)
- کوکه (اتلتیکو مادرید)
- آنخل کوره‌آ (اتلتیکو مادرید)
- دنیل پارخو (والنسیا)

### پاس گل دهندگان
۱ پاس گل
- لوییس سوارز (بارسلونا)
- لوکا یوویچ (رئال مادرید)
- آلوارو موراتا (اتلتیکو مادرید)
- آنخل کوره‌آ (اتلتیکو مادرید)

### گل‌های به ثمر رسیده
۳ گل
- رئال مادرید
- اتلتیکو مادرید

۲ گل
- بارسلونا

۱ گل
- والنسیا

### گل‌های خورده شده
۱ گل
- رئال مادرید

۲ گل
- اتلتیکو مادرید

۳ گل
- بارسلونا
- والنسیا